# Cantone di Fraize
Il Cantone di Fraize era una divisione amministrativa dell'arrondissement di Saint-Dié-des-Vosges.
È stato soppresso a seguito della riforma complessiva dei cantoni del 2014, che è entrata in vigore con le elezioni dipartimentali del 2015.
Comprendeva i comuni di:
- Anould
- Ban-sur-Meurthe-Clefcy
- La Croix-aux-Mines
- Entre-deux-Eaux
- Fraize
- Mandray
- Plainfaing
- Saint-Léonard
- Le Valtin